# Józef Bay
Józef Lubomir Bay, ps. „Kiemlicz” (ur. 23 maja 1895 w Hnizdyczowie, zm. 17 stycznia 1980) – major żandarmerii Wojska Polskiego.

## Życiorys
Urodził się 23 maja 1895 roku w Hnizdyczowie, w ówczesnym powiecie żydaczowskim Królestwa Galicji i Lodomerii, w rodzinie Michała i Wiktorii. W 1914 roku, jako student IV roku seminarium nauczycielskiego, wstąpił do Legionów Polskich. W szeregach 2 pułku piechoty odbył kampanię karpacką i bukowińską . 1 lipca 1916 roku został mianowany chorążym w piechocie.
25 listopada 1918 roku został przyjęty do Wojska Polskiego i przydzielony do żandarmerii . 27 sierpnia 1920 roku został zatwierdzony z dniem 1 kwietnia 1920 roku w stopniu rotmistrza, w żandarmerii, w grupie oficerów byłych Legionów Polskich. Był wówczas dowódcą plutonu żandarmerii Brześć Litewski. W latach 1921–1927 pełnił służbę w 5 dywizjonie żandarmerii w Krakowie, w tym w 1923 roku na stanowisku dowódcy plutonu żandarmerii Katowice. 3 maja 1922 roku został zweryfikowany w stopniu kapitana ze starszeństwem z dniem 1 czerwca 1919 roku i 63. lokatą w korpusie oficerów żandarmerii. W marcu 1927 roku został przeniesiony do 9 dywizjonu żandarmerii w Brześciu na stanowisko pełniącego obowiązki zastępcy dowódcy dywizjonu. 12 kwietnia tego roku został mianowany majorem ze starszeństwem z dniem 1 stycznia 1927 roku i 7. lokatą w korpusie oficerów żandarmerii. W lutym 1930 roku został przeniesiony do 7 dywizjonu żandarmerii w Poznaniu na stanowisko pełniącego obowiązki dowódcy dywizjonu. Z dniem 1 kwietnia 1934 roku został przydzielony do dyspozycji Ministerstwa Spraw Wewnętrznych na okres 6 miesięcy. Z dniem 30 września 1934 roku został przeniesiony do rezerwy z równoczesnym przeniesieniem w rezerwie do 3 dywizjonu żandarmerii w Grodnie. W latach 1936–1939 był starostą borszczowskim.
Józef Bay był żonaty z Janiną z Gąsiorowskich (ur. 4 czerwca 1899, zm. 8 maja 1986), z którą miał córkę Annę (ur. 9 czerwca 1921, zm. 9 stycznia 2002) .

## Ordery i odznaczenia
- Krzyż Niepodległości (6 czerwca 1931)[18]
- Krzyż Walecznych (czterokrotnie[19]: „za czyny męstwa i odwagi wykazane w bojach toczonych w latach 1918–1921”)
- Złoty Krzyż Zasługi (dwukrotnie: 10 listopada 1928[20][21], 23 listopada 1938[22]
- Medal Pamiątkowy za Wojnę 1918–1921[23]
- Medal Dziesięciolecia Odzyskanej Niepodległości[23]
- Medal Zwycięstwa („Médaille Interalliée”)[24]